# Cultura Mogollon
Os mogollon foram o uma das quatro maiores tradições arqueológicas pré-históricas da Oasisamérica. A cultúra ameríndia, conhecida como mogollon, viveu no sudoeste aproximadamente de 700 d.C até algo entre 1300 e 1400 d.C.
O nome mogollon vem das Montanhas Mogollon, batizadas com o nome de um oficial espanhol, Don Juan Ignacio Flores Mogollón.